# 史蒂芬·艾伦·本森
史蒂芬·艾伦·本森（英語：Stephen Allen Benson，1816年5月21日—1865年1月24日）是一名利比里亚政治人物，曾于1856年至1864年担任利比里亚总统。

## 早年生活
史蒂芬·本森出生于美国马里兰州剑桥。 他是美国黑人后裔，1822年移民利比里亚。
史蒂芬成年后曾经在民兵中服役，后成为卫理公会牧师。参政后，他担任过利比里亚联邦总督托马斯·布坎南的秘书。1842年至1847年，他担任利比里亚联邦议会大巴萨县议员。1853年当选副总统。

## 总统生涯
1856年至1864年，史蒂芬任利比里亚总统。担任总统期间，他创建了利比里亚第一所现代医院。史蒂芬·艾伦·本森执政时期，利比里亚政府与土著居民矛盾重重，特别是在东南部，原住民包围了马里兰殖民地的首府帕尔马斯角，因此在1857年，本森派前总统约瑟夫·詹金斯·罗伯茨率领军队，同格雷博人进行了一场战争，马里兰殖民地在这场战争结束后不久加入利比里亚共和国。
本森总统非常重视教育，认为大众教育有助于利比里亚在世界各国中获得受尊重的地位，因此他主持建立了著名的利比里亚大学。

### 外交
本森总统继续致力于使利比里亚获得国际承认。在其努力下，1858年比利时承认了利比里亚为主权国家，随后丹麦在1860年承认，美国则在1862年正式承认了利比里亚并与之建交；1863年挪威和瑞典承认了利比里亚，海地也在1864年承认。

## 辞职和逝世
1865年，史蒂芬辞去总统职务，回到大巴萨县的咖啡庄园务农，直到1865年逝世。

## 相关内容
- 利比里亚历史

## 相关链接
- Biography（页面存档备份，存于）
- see also History of Liberia, external links
- S. A. Benson, President of Liberia（页面存档备份，存于）  article in National Magazine,  April 1856, pages 311-317